# Ibn e Insha
Ibn e Insha – Nur Mohammad (ur. 15 czerwca 1927, zm. 11 stycznia 1978) - pakistański poeta piszący w języku urdu, uważany za jednego z najważniejszych twórców urdu swojej generacji. 
Potrafił poruszyć ważne ludzkie sprawy w prostych i dla wszystkich zrozumiałych wierszach, które jednocześnie zachowywały naturalną elegancję. Był reprezentantem Pakistanu w UNESCO.